# Малая Зеленина улица
Малая Зеле́нина улица — улица в Петроградском районе Санкт-Петербурга. Проходит от Корпусной улицы до набережной Адмирала Лазарева.

## История
С 1798 года носила название Малая Зелейная улица, название дано по Большой Зелениной улице, которая в свою очередь была названа по Зелейной слободе, в которой жили рабочие Зелейного (порохового) завода, находившегося в западной части Аптекарского острова. Параллельно существовали варианты названия 3-я Зелейная улица, Глухая Зелейная улица.
Современное название Малая Зеленина улица известно с 1849 года, возникло в результате трансформации предыдущего названия.

## Достопримечательности
- Дом 6 — Здание Общества железопрокатного и проволочного завода. В 1895 году надстроено и расширено со стороны двора архитектором П. К. Бергштрессером. В настоящее время здание занимает городская поликлиника № 30.  7831516000